# Литтл, Санчо
Санчо Трейси Констанс Литтл (англ. Sancho Tracy Constance Lyttle; род. 20 сентября 1983 года в Кингстауне, Сент-Винсент и Гренадины) — испанская профессиональная баскетболистка, которая выступала в женской национальной баскетбольной ассоциации. Была выбрана на драфте ВНБА 2005 года в первом раунде под общим пятым номером командой «Хьюстон Кометс». Играла на позиции тяжёлого форварда и центровой.

## Ранние годы
Санчо родилась 20 сентября 1983 года в городе Кингстаун, столице Сент-Винсента и Гренадин, в семье Иэна Кейна и Эвелин Литтл, у неё есть младший брат, Ксавьер, училась там же в средней школе Сент-Винсент, в которой играла за местную баскетбольную команду.